# Obra abierta
Obra abierta (título original en italiano: Opera aperta: Forma e indeterminazione nelle poetiche contemporanee) es un libro de Umberto Eco publicado por primera vez en Italia en 1962. En ella el autor propone que mediante la apertura el lector reescribe el texto y se convierte en autor, lo cual genera una particular relación entre lector-autor.
Al tiempo que Eco publicaba su libro, otro semiólogo reconocido, Roland Barthes, proponía que la obra debe ser siempre abierta para que no muera.
En el libro de Eco, se encuentra también el término obra en movimiento en referencia a las obras abiertas donde el lector encuentra el sentido de una manera activa delante de la obra. Cabe decir que obra abierta no significa una falta de estructura, sino que existe una estructura detrás del texto que se adapta y soporta otras estructuras dentro. Su orden sería el rechazo de un orden singular por una pluralidad de órdenes. Tal concepción asume que la obra posee una polisemia y una polifonía propios del lenguaje. Por eso la obra es simbólica, ya que el símbolo no es imagen sino pluralidad de sentidos.
Esta proposición de apertura y polisemia de la obra introduce la consecuencia sostenida por Barthes: la muerte del autor.